# Lisa Daniely
Lisa Daniely (anglès: Lisa Daniels)  (Birmingham, 31 de desembre de 1930 - Los Angeles, 12 de febrer de 2010) va ser una actriu anglesa de teatre, cinema i televisió. Després de començar la seva carrera als escenaris del West End, es va traslladar a Hollywood i va treballar principalment als Estats Units. També va treballar com a actriu de doblatge a la pel·lícula de 1961 Cent un dàlmates com a Perdita.

## Biografia
El seu pare era un advocat anglès i la seva mare era francesa. Lisa es va educar a París i va estudiar al Sarah Bernhardt Theatre.
Va fer el seu debut cinematogràfic als 21 anys, en el paper principal de Lilli Marlene (1950), mentre que a Hindle Wakes (1952) va interpretar el paper de la treballadora del molí Jenny Hawthorn. A Tiger by the Tail (1955) va actuar al costat de Larry Parks, i més tard va aparèixer a la pel·lícula de terror Curse of Simba (1965), però va aparèixer amb més regularitat a la televisió. A la sèrie de l'ITC L'home invisible (sèrie de televisió de 1958), basada en la novel·la de H. G. Wells, va interpretar Diane Brady. Les seves altres aparicions en diversos programes de televisió inclouen The Saint, Danger Man, Doctor Who, Strange Report, The Protectors, The First Churchills (com Queen Mary II), Van Der Valk i The Adventures of Sherlock Holmes.
Va retratar la reina Elisabet II del Regne Unit a la pel·lícula de televisió Princess In Love (1996). El 2007, va proporcionar comentaris de fons a diversos episodis de The Invisible Man (sèrie de televisió de 1958), publicat per Network DVD.

## Filmografia
- Lili Marlene (1950)
- Hindle Wakes (1952)
- Operation Diplomat (1953)
- Tiger by the Tail (1955)
- The Man in the Road (1957)
- The Vicious Circle (1957)
- Danger Tomorrow (1960)
- Scotland Yard - The Last Train (1960)
- The Middle Course (1961)
- Curse of Simba (1965)
- Stranger in the House (1967)
- Sherlock Holmes - The Crooked Man (1984)
- Memòries del passat (Souvenir) (1989)
- Goldeneye (1989)

Fonts: